# Гурок
Гу́рок (англ. Gourock, шотл. гел. Guireag) — місто на заході Шотландії, в області Інверклайд.
Населення міста становить 11 730 осіб (2006).